# Cratere Giambologna
Giambologna  è un cratere sulla superficie di Mercurio.